# Krystian Niełacny
Krystian Niełacny (ur. 2 lutego 1934 w Antoninie) – polski lekarz anestezjolog, działacz społeczny, regionalista. Doktor nauk medycznych.

## Wykształcenie
Absolwent I Państwowego Gimnazjum i Liceum Męskiego w Ostrowie Wielkopolskim i Wydziału Lekarskiego Akademii Medycznej w Warszawie.

## Praca zawodowa
W latach 1961–1976 roku pracował jako lekarz w Szpitalu Miejskim w Ostrowie. Od 1966 był kierownikiem Oddziału Anestezjologicznego, a w latach 1972–1976 ordynatorem Oddziału Anestezjologii i Intensywnej Terapii. Był inicjatorem i głównym organizatorem IX Zjazdu Anestezjologów Polskich w 1968 roku w Ostrowie. Na tym zjeździe został powołany w skład Zarządu Głównego Towarzystwa Anestezjologów Polskich. Współorganizator Obchodów 125-lecia Szpitalnictwa w Ostrowie w 1975. Po odejściu ze szpitala był przez dwa lata lekarzem w Polskich Liniach Okrętowych w Gdyni. W latach 1978–1982 pełnił funkcję dyrektora Obwodu Lecznictwa Kolejowego w Ostrowie, a następnie, do roku 1994, Obwodowego Inspektora Sanitarnego PKP w Ostrowie. Od 1989 zajmował się profilaktyką uzależnień, był współzałożycielem Ośrodka Profilaktyki i Uzależnień w Ostrowie. W 1994 roku uzyskał stopień doktora nauk medycznych.

## Działalność społeczna
W latach 1967–1976 prezes Okręgu Ostrów Wielkopolski PTTK.

## Wyróżnienia
- W 2006 r. uhonorowany został tytułem Zasłużony dla Alma Mater Ostroviensis.
- Medal Za Zasługi W Rozwoju Miasta Ostrowa Wielkopolskiego,
- Złota Odznaka Zasłużony Działacz Turystyki,
- Złota Honorowa Odznaka PTTK[1],
- Medal Pięćdziesięciolecia PTTK,
- Srebrną Odznaką „Przodujący Kolejarz”.

## Publikacje
Autor lub współautor wielu prac z dziedziny anestezjologiii, profilaktyki uzależnień, także publikacji krajoznawczych. Współredaktor Non omnis moriar - Księga Pamięci - Alma Mater Ostroviensis.